# Riccardo Capece Minutolo
Riccardo Capece Minutolo (Napoli, 7 febbraio 1746 – Napoli, 3 settembre 1801) è stato un vescovo cattolico italiano.

## Biografia
Nacque il 7 febbraio 1746 a Napoli da famiglia nobile dei duchi di San Valentino.
Entrò nell'Ordine di San Benedetto, ove fu ordinato presbitero il 18 giugno 1769.
Il 18 dicembre 1797 papa Pio VI lo nominò vescovo di Gaeta. Fu consacrato tre giorni dopo dal cardinale Giuseppe Maria Doria Pamphilj con l'assistenza degli arcivescovi Nicola Buschi, arcivescovo titolare di Efeso, e Camillo Campanelli, arcivescovo titolare di Atene.
Appena insediatosi effettuò una visita pastorale, di cui fu pubblicata la relazione, datata 28 dicembre. Il presule denunciò il comportamento dei baroni nella zona sud del distretto diocesano (Traetto, Fratte, Castelforte) che avevano da poco sottratto alla chiesa l'amministrazione di cappelle, confraternite e luoghi pii laicali. La lite fu portata anche di fronte al regio tribunale misto, ove però non gli riuscì di aver ragione. Nella relazione traspare anche la sua profonda preoccupazione per il decoro di chiese e cappelle. In tale ottica ordinava al parroco di Pulcherini di riparare il tetto della chiesa parrocchiale e al parroco di Tufo, sotto pena di interdetto, di riportare in condizioni decenti la chiesa parrocchiale di San Leonardo, che aveva trovato "più simile ad una stalla che ad una chiesa". Nella città vescovile e nel suo borgo constatò con grande compiacimento che non vi fosse nulla meritevole di censura, tranne un altare laterale da riparare nella chiesa di San Tommaso.
Nel 1799, nell'ambito della conquista francese del Regno di Napoli, Gaeta fu assediata da 300 uomini dell'esercito rivoluzionario al comando del generale Louis Emmanuel Rey. Difendeva la piazzaforte il generale barone Tschudy, di origine svizzera, forte di 4000 uomini, 82 pezzi di artiglieria, 20.000 fucili e viveri per un anno. Questi convocò un consiglio di cui facevano parte sua moglie Beatrice De Vio, patrizia gaetana, il vescovo - che si diceva ministro di pace - i magistrati civici e i consiglieri comunali. Prevaleva il parere della De Vio, ovvero arrendersi per evitare i danni di un assedio, quando due granate giunte sui bastioni convinsero definitivamente il consiglio ad alzare bandiera bianca.
Morì il 3 settembre 1801.

## Genealogia episcopale
La genealogia episcopale è:
- Cardinale Scipione Rebiba
- Cardinale Giulio Antonio Santori
- Cardinale Girolamo Bernerio, O.P.
- Arcivescovo Galeazzo Sanvitale
- Cardinale Ludovico Ludovisi
- Cardinale Luigi Caetani
- Cardinale Ulderico Carpegna
- Cardinale Paluzzo Paluzzi Altieri degli Albertoni
- Papa Benedetto XIII
- Papa Benedetto XIV
- Cardinale Enrico Enriquez
- Arcivescovo Manuel Quintano Bonifaz
- Cardinale Buenaventura Córdoba Espinosa de la Cerda
- Cardinale Giuseppe Maria Doria Pamphilj
- Vescovo Riccardo Capece Minutolo, O.S.B.